# Yağlıca, Eflani
Yağlıca là một xã thuộc huyện Eflani, tỉnh Karabük, Thổ Nhĩ Kỳ. Dân số thời điểm năm 2010 là 196 người.